# 小行星1508
小行星1508（1508 Kemi）是一颗围绕太阳公转的小行星。1938年10月21日，海基·阿利科斯基在图尔库发现了此天体。
該小行星以芬蘭的城市凱米命名。
这颗小行星的绝对星等为92.79993579284231等。